# マーガレット・スミス・コート
マーガレット・スミス・コート（Margaret Smith Court, 1942年7月16日 - ）は、オーストラリア・ニューサウスウェールズ州オルベリー出身の女子テニス選手。自己最高ランキングは1位。
1970年にオープン化以降女子初となる「年間グランドスラム」を達成した選手で、4大大会でのシングルスの優勝回数は女子歴代1位の「24勝」を記録している。
4大大会ではシングルスの他に、ダブルスで19回、混合ダブルスで21回の優勝しており、合計64回の優勝は歴代1位の記録である。また、混合ダブルス初の年間グランドスラムを達成しており（シングルスとあわせて）2回の達成は史上唯一である。
旧姓は「マーガレット・スミス」(Margaret Smith) であるが、バリー・コート (Barry Court) との結婚後、両方の姓を併用して「マーガレット・スミス・コート」夫人と名乗った。日本では単純にコート夫人と呼ばれることが多い。

## 経歴

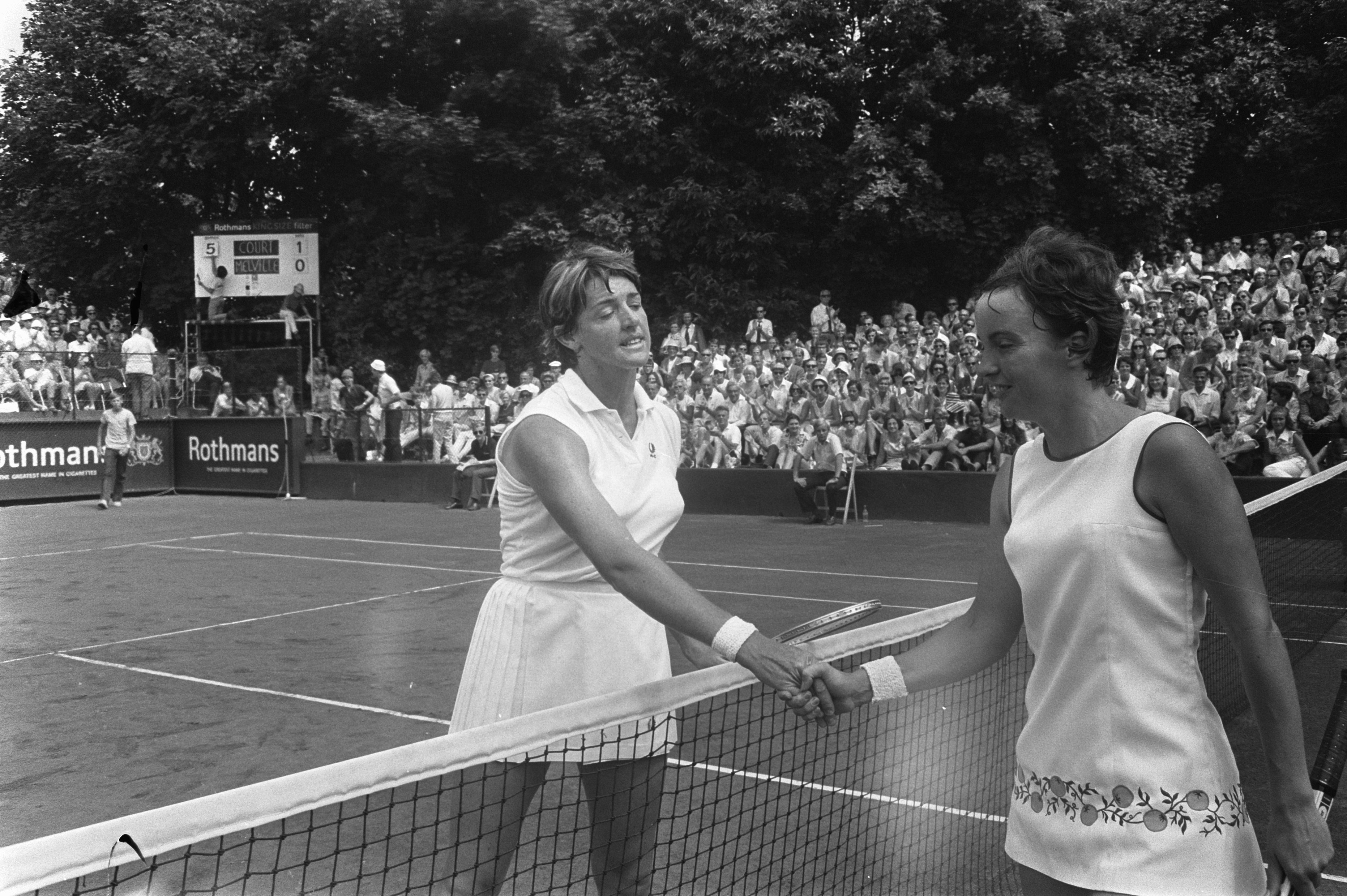
マーガレット・コート（左）とケリー・レイド（右）。1970年8月2日、オランダ、ヒルフェルスム。

マーガレット・スミスは本来左利きであったが、テニスでは右利きに直された。女子選手として体力をつけるため、早くから熱心に基礎体力トレーニングに打ち込み、当時の女子テニスに画期的な影響を与えている。1960年に地元の全豪選手権で4大大会初優勝を飾り、以後同大会に前人未踏の7連覇を達成。1962年にウィンブルドンを除く4大大会年間3冠を獲得。ウィンブルドンには1963年に初優勝を飾っている。1967年にバリー・コートと結婚して「マーガレット・スミス・コート夫人」となり、この年は1年間競技を退いた。
1968年にテニス界は史上最大の転換期を迎え、プロ選手の4大大会出場を解禁する「オープン化」という措置を実施する。大会の名称も変更されて、全豪オープン、全仏オープン、ウィンブルドン選手権、全米オープンとなった。1968年以後のテニス記録は「オープン化時代」(Open Era) と呼ばれ、それ以前の時代とは明確に区別される。コート夫人はアマチュア選手として4大大会出場を続けてきたが、オープン化措置の実施後にプロ選手となった。この過渡期にはトーナメントにも変化が多く、1968年と1969年には全米オープンが年に2度開催されている。1回目の方が正式な「オープン化時代大会」として公式記録となっており、年末の12月に別途開催された2回目の大会は「全米選手権」とされている。1968年の場合、全米オープン選手権の公式記録には「オープン化時代大会」の優勝者バージニア・ウェード（イギリス）の名前を記載されている。このため、コート夫人が優勝した2回目の「全米選手権」は公式優勝記録になっていない。1969年の場合は、公式記録では「オープン化時代大会」の優勝者はコート夫人となっている。
1970年、マーガレット・スミス・コート夫人は女子テニス史上2人目の「年間グランドスラム」を達成する。女子選手初の年間グランドスラム達成者は、1953年のモーリーン・コノリー（アメリカ、1934年 - 1969年）であった。コート夫人はコノリー以来「17年ぶり」の偉業達成となる。それから18年後、1988年にシュテフィ・グラフ（当時・西ドイツ）が女子3人目の年間グランドスラム達成者となった。グラフはこれを機会に、折に触れてコート夫人と比較されるようになる。
コート夫人は1970年の年間グランドスラムに加えて、4大大会年間3冠も生涯通算「4度」達成している（1962年・1965年・1969年・1973年に3つの大会で優勝している）。それぞれの年では、1962年・1969年・1973年にウィンブルドンのみを落とし、1965年には全仏選手権のみを落としている。
1973年、コート夫人は31歳にして年間「102勝6敗」の驚異的な成績を挙げ、女子テニスツアーでも出場25大会のうち「18勝」の成績を挙げた。この年は4大大会でも自身4度目の年間3冠を獲得し、ウィンブルドンを除く3大会に優勝を飾っている。1975年に現役を引退し、1979年に国際テニス殿堂入りを果たした。
彼女はまだ独身選手の「マーガレット・スミス」だった頃、1963年に同じオーストラリアのケン・フレッチャー（1940年 - 2006年）とペアを組んで、混合ダブルス部門の「年間グランドスラム」を達成している。1970年の女子シングルス年間グランドスラムは、結婚後のことであった。2部門で年間グランドスラムを達成した選手は、テニスの歴史を通じてコート夫人ひとりだけである。
テニス競技の過渡期に活動した人であることから、コート夫人の優勝記録は種々に分類される。アマチュア選手として獲得したもの、「オープン化時代」以後に獲得したシングルス・タイトル92、プロ選手として獲得したシングルス・タイトル79などである。1歳年下のライバル、ビリー・ジーン・キング夫人（アメリカ）と並んで、コート夫人は長いテニス経歴を通じて絶大な強さを誇っていた。

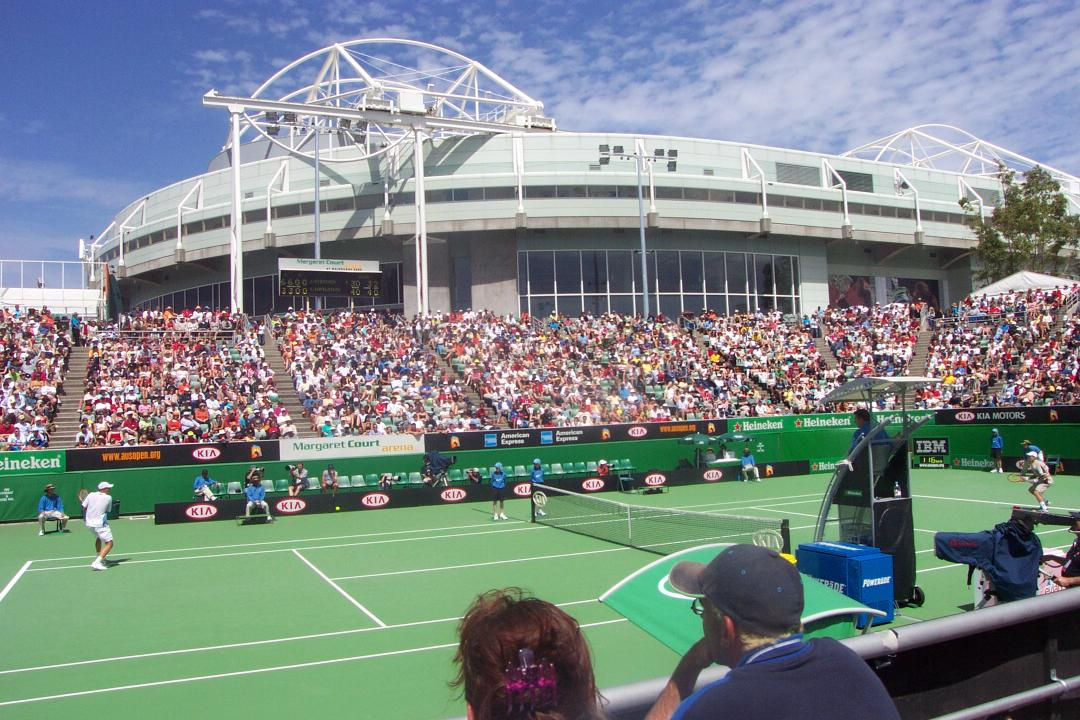
全豪オープン会場にある「マーガレット・コート・アリーナ」

2000年の全豪オープン開幕に先立ち、メルボルン市のナショナル・テニスセンターにて、「オープン化時代」(Open Era) の第1回大会として行われた1969年「全豪オープン」の男女シングルス優勝者の功績を讃える式典が行われた。センター・コートには男子シングルス優勝者ロッド・レーバーを記念して「ロッド・レーバー・アリーナ」の名前を与え、隣の1番コートにはコート夫人にちなんだ「マーガレット・コート・アリーナ」の名前がつけられた。
1999年8月に現役を引退したシュテフィ・グラフの4大大会優勝記録が、通算「22勝」（全豪4、全仏6、ウィンブルドン7、全米5）で終わったため、グラフが“あと2”届かなかったコート夫人の通算24勝は、今なおテニス4大大会の最多優勝記録としてそびえ立っている。なお、グラフが最後の4大大会優勝を飾った1999年の全仏オープンでは、コート夫人が彼女に優勝カップを贈呈した。

## 記録

### グランドスラム歴代記録（全期間）
| 達成                                   | 期間        | 記録 | 他記録者                                    |
| -------------------------------------- | ----------- | ---- | ------------------------------------------- |
| グランドスラムシングルス最多優勝       | 1960–1973   | 24   | 単独記録                                    |
| グランドスラム最多優勝                 | 1960–1975   | 64   | 単独記録                                    |
| グランドスラム混合ダブルス最多優勝     | 1960–1975   | 19   | 単独記録                                    |
| 全豪シングルス最多優勝                 | 1960–1973   | 11   | 単独記録                                    |
| 全豪最多優勝                           | 1960–1977   | 21   | 単独記録                                    |
| 全仏最多優勝                           | 1962–1973   | 13   | 単独記録                                    |
| 年間グランドスラム達成（シングルス）   | 1970        | -    | モーリーン・コノリー シュテフィ・グラフ     |
| 年間グランドスラム達成（混合ダブルス） | 1963 & 1965 | -    | 単独記録                                    |
| グランドスラム年間半数回以上優勝       | 1963-1973   | 6    | 単独記録                                    |
| トリプルクラウン                       | 1963–1970   | 5    | スザンヌ・ランラン                          |
| キャリアボックスセット                 | 1960–1969   | 2    | 単独記録                                    |
| 4大大会連続優勝                        | 1969–1971   | 6    | モーリーン・コノリー マルチナ・ナブラチロワ |
| 全豪9年間中8回優勝                     | 1969-1971   |      | シュテフィ・グラフ                          |
| グランドスラム3冠                      | 1962–1973   | 5    | シュテフィ・グラフ                          |

### グランドスラム記録
| 期間                                 | グランドスラム記録                                                    | 他記録者                                        |
| ------------------------------------ | --------------------------------------------------------------------- | ----------------------------------------------- |
| 1960全豪選手権 — 1969全英            | すべての大会で2回以上優勝 (ボックスセット)                            | 単独記録                                        |
| 1963, 1965＆1969 全豪選手権/オープン | 同じ大会のシングルス・ダブルス・混合ダブルスで優勝 (トリプルクラウン) | ダフネ・アクハースト ナンシー・ウィン・ボルトン |
| 1970全豪 — 1970全米                  | 年間グランドスラム                                                    | モーリーン・コノリー シュテフィ・グラフ         |
| 1965全豪 — 1965全米                  | 年間9冠 (単複混合全12大会中)                                          | 単独記録                                        |
| 1969全豪 — 1973全豪                  | オープン化以降の勝率「92.85%」 (26-2)                                 | 単独記録                                        |
| 1969全米 — 1971全豪                  | グランドスラムシングルス6大会連続優勝                                 | モーリーン・コノリー マルチナ・ナブラチロワ     |
| 1969全豪 — 1973全米                  | オープン化以降のグランドスラム決勝勝率「91.66% 」(11-1)               | 単独記録                                        |
| 全米オープン                         | オープン化以降の勝率「90.32%」 (28-3)                                 | 単独記録                                        |
| 全仏オープン                         | オープン化以降の勝率「95.23% 」(20-1)                                 | 単独記録                                        |
| 全豪オープン                         | オープン化以降の勝率「92.85%」 (26-2)                                 | 単独記録                                        |

### 他記録
| 期間      | 記録                                                            | 他記録者 |
| --------- | --------------------------------------------------------------- | -------- |
| 1960–1977 | 女子シングルス歴代最多優勝「192」                               | 単独記録 |
| 1968-1976 | グラスコートシングルスオープン化以降最多優勝「46」              | 単独記録 |
| 1968–1977 | シングルスオープン化以降最高勝率 (全サーフェス) 91.17% (593–56) | 単独記録 |
| 1968–1977 | シングルスオープン化以降最高勝率 (ハードコート) 91.73% (111-10) | 単独記録 |
| 1968–1977 | シングルスオープン化以降最高勝率 (グラスコート) 93.01% (293-22) | 単独記録 |
| 1970      | オープン化以降シングルス年間最多優勝「21」                      | 単独記録 |
| 1973      | 年オープン化以降シングルス優勝WTAツアー記録「18」               | 単独記録 |

## 4大大会優勝
- 全豪選手権：11勝（1960年-1966年、1969年-1971年、1973年） ［大会歴代1位、7連覇を含む］
- 全仏選手権：5勝（1962年、1964年、1969年&1970年、1973年） ［大会歴代3位］
- ウィンブルドン選手権：3勝（1963年、1965年、1970年）
- 全米選手権：5勝（1962年、1965年、1969年、 1970年、1973年）

（注：1968年は12月に別途開催された2度目の「全米選手権」を制しているが、これは公式優勝記録にならない。）
| 年     | 大会                 | 対戦相手                   | 試合結果                   |
| ------ | -------------------- | -------------------------- | -------------------------- |
| 1960年 | 全豪選手権           | ジャン・レヘイン           | 7-5, 6-2                   |
| 1961年 | 全豪選手権           | ジャン・レヘイン           | 6-1, 6-4                   |
| 1962年 | 全豪選手権           | ジャン・レヘイン           | 6-0, 6-2                   |
| 1962年 | 全仏選手権           | レスリー・ターナー         | 6-3, 3-6, 7-5              |
| 1962年 | 全米選手権           | ダーリーン・ハード         | 9-7, 6-4                   |
| 1963年 | 全豪選手権           | ジャン・レヘイン           | 6-2, 6-2                   |
| 1963年 | ウィンブルドン選手権 | ビリー・ジーン・モフィット | 6-3, 6-4                   |
| 1964年 | 全豪選手権           | レスリー・ターナー         | 6-3, 6-2                   |
| 1964年 | 全仏選手権           | マリア・ブエノ             | 5-7, 6-1, 6-2              |
| 1965年 | 全豪選手権           | マリア・ブエノ             | 5-7, 6-3, 5-2 （途中棄権） |
| 1965年 | ウィンブルドン選手権 | マリア・ブエノ             | 6-4, 7-5                   |
| 1965年 | 全米選手権           | ビリー・ジーン・モフィット | 8-6, 7-5                   |
| 1966年 | 全豪選手権           | ナンシー・リッチー         | 不戦勝                     |
| 1969年 | 全豪オープン         | ビリー・ジーン・キング     | 6-4, 6-1                   |
| 1969年 | 全仏オープン         | アン・ヘイドン＝ジョーンズ | 6-1, 4-6, 6-3              |
| 1969年 | 全米オープン         | ナンシー・リッチー         | 6-2, 6-2                   |
| 1970年 | 全豪オープン         | ケリー・メルビル           | 6-1, 6-3                   |
| 1970年 | 全仏オープン         | ヘルガ・ニーセン           | 6-2, 6-4                   |
| 1970年 | ウィンブルドン       | ビリー・ジーン・キング     | 14-12, 11-9                |
| 1970年 | 全米オープン         | ロージー・カザルス         | 6-2, 2-6, 6-1              |
| 1971年 | 全豪オープン         | イボンヌ・グーラゴング     | 2-6, 7-6, 7-5              |
| 1973年 | 全豪オープン         | イボンヌ・グーラゴング     | 6-4, 7-5                   |
| 1973年 | 全仏オープン         | クリス・エバート           | 6-7, 7-6, 6-4              |
| 1973年 | 全米オープン         | イボンヌ・グーラゴング     | 7-6, 5-7, 6-2              |

## 4大大会成績
略語の説明
| W | F | SF | QF | #R | RR | Q# | LQ | A | Z# | PO | G | S | B | NMS | P | NH |

W=優勝, F=準優勝, SF=ベスト4, QF=ベスト8, #R=#回戦敗退, RR=ラウンドロビン敗退, Q#=予選#回戦敗退, LQ=予選敗退, A=大会不参加, Z#=デビスカップ/BJKカップ地域ゾーン, PO=デビスカップ/BJKカッププレーオフ, G=オリンピック金メダル, S=オリンピック銀メダル, B=オリンピック銅メダル, NMS=マスターズシリーズから降格, P=開催延期, NH=開催なし.

### シングルス
| 大会           | 1959 | 1960 | 1961 | 1962 | 1963 | 1964 | 1965 | 1966 | 1967 | 1968 | 1969 | 1970 | 1971 | 1972 | 1973 | 1974 | 1975 | SR      |
| -------------- | ---- | ---- | ---- | ---- | ---- | ---- | ---- | ---- | ---- | ---- | ---- | ---- | ---- | ---- | ---- | ---- | ---- | ------- |
| 全豪オープン   | 2R   | W    | W    | W    | W    | W    | W    | W    | A    | F    | W    | W    | W    | A    | W    | A    | QF   | 11 / 14 |
| 全仏オープン   | A    | A    | QF   | W    | QF   | W    | F    | SF   | A    | A    | W    | W    | 3R   | A    | W    | A    | A    | 5 / 10  |
| ウィンブルドン | A    | A    | QF   | 2R   | W    | F    | W    | SF   | A    | QF   | SF   | W    | F    | A    | SF   | A    | SF   | 3 / 12  |
| 全米オープン   | A    | A    | SF   | W    | F    | 4R   | W    | A    | A    | QF   | W    | W    | A    | SF   | W    | A    | QF   | 5 / 11  |

### ダブルス
| 大会           | 1959 | 1960 | 1961 | 1962 | 1963 | 1964 | 1965 | 1966 | 1967 | 1968 | 1969 | 1970 | 1971 | 1972 | 1973 | 1974 | 1975 | 1976 | SR     |
| -------------- | ---- | ---- | ---- | ---- | ---- | ---- | ---- | ---- | ---- | ---- | ---- | ---- | ---- | ---- | ---- | ---- | ---- | ---- | ------ |
| 全豪オープン   | A    | F    | W    | W    | W    | F    | W    | F    | A    | SF   | W    | W    | W    | A    | W    | A    | F    | QF   | 8 / 14 |
| 全仏オープン   | A    | A    | 3R   | F    | F    | W    | W    | W    | A    | A    | F    | SF   | SF   | A    | W    | A    | A    | A    | 4 / 10 |
| ウィンブルドン | A    | A    | F    | SF   | F    | W    | 3R   | F    | A    | QF   | W    | QF   | F    | A    | QF   | A    | QF   | A    | 2 / 12 |
| 全米オープン   | A    | A    | 2R   | QF   | W    | F    | A    | A    | A    | W    | F    | W    | A    | F    | W    | A    | W    | A    | 5 / 10 |

### 混合ダブルス
| 大会           | 1959 | 1960 | 1961 | 1962 | 1963 | 1964 | 1965 | 1966 | 1967 | 1968 | 1969 | 1970 | 1971 | 1972 | 1973 | 1974 | 1975 | SR     |
| -------------- | ---- | ---- | ---- | ---- | ---- | ---- | ---- | ---- | ---- | ---- | ---- | ---- | ---- | ---- | ---- | ---- | ---- | ------ |
| 全豪オープン   | A    | A    | A    | A    | W    | W    | W    | SF   | A    | F    | W    | NH   | NH   | NH   | NH   | NH   | NH   | 4 / 6  |
| 全仏オープン   | A    | A    | SF   | A    | W    | W    | W    | 3R   | A    | A    | W    | SF   | 3R   | A    | A    | A    | A    | 4 / 8  |
| ウィンブルドン | A    | A    | SF   | A    | W    | F    | W    | W    | A    | W    | SF   | 2R   | A    | A    | F    | A    | W    | 5 / 10 |
| 全米オープン   | A    | A    | W    | W    | W    | W    | W    | A    | A    | A    | W    | W    | A    | W    | F    | A    | SF   | 8 / 10 |